# Нови Зеланд на Светском првенству у атлетици на отвореном 2023.
Нови Зеланд је на 19. Светском првенству у атлетици на отвореном 2023. одржаном у Будимпешти од 19. до 27. августа деветнаести пут, односно, учествовао је на свим светским првенствима одржаним до данас. Репрезентацију Новог Зеланда представљало је 19 атлетичара (9 мушкараца и 10 жена), који су се такмичили у 15 дисциплина (7 мушких и 8 женских).,
На овом првенству такмичари Новог Зеланда нису освојили ниједну медаљз. У табели успешности према броју и пласману такмичара који су учествовали у финалним такмичењима (првих 8 такмичара) Нови Зеланд је са 4 учесника у финалу делио 28. место са 14 бодова.
| Плас. | Земља       | 1. место | 2. место | 3. место | 4. место | 5. место | 6. место | 7. место | 8. место | Бр. финал. | Бод. |
| ----- | ----------- | -------- | -------- | -------- | -------- | -------- | -------- | -------- | -------- | ---------- | ---- |
| =28.  | Нови Зеланд | 0        | 0        | 0        | 1        | 1        | 1        | 1        | 0        | 4          | 14   |

## Учесници
| Мушкарци: - Tiaan Whelpton — 100 м - Бред Матас — 800 м - Џејмс Престон — 800 м - Семјуел Танер — 1.500 м - Џорџ Бимиш — 3.000 м препреке - Хамиш Кер — Скок увис - Томас Волш — Бацање кугле - Џеко Гил — Бацање кугле - Конор Бел — Бацање диска | Жене: - Зое Хобс — 100 м - Џорџија Халс — 200 м - Роузи Елиот — 400 м - Портиа Бинг — 400 м препоне - Имоген Ајрис — Скок мотком - Оливија Мектагарт — Скок мотком - Елиза Макартни — Скок мотком - Мадисон-Ли Веше — Бацање кугле - Лорен Брус — Бацање кладива - Тори Питерс — Бацање копља |

## Резултати

### Мушкарци
| Атлетичар      | Дисциплина       | Лични рекорд | Предтакмичење | Предтакмичење | Квалификације        | Квалификације | Полуфинале            | Полуфинале            | Финале                | Финале       | Детаљи |
| Атлетичар      | Дисциплина       | Лични рекорд | Резултат      | Место         | Резултат             | Место         | Резултат              | Место                 | Резултат              | Место        | Детаљи |
| -------------- | ---------------- | ------------ | ------------- | ------------- | -------------------- | ------------- | --------------------- | --------------------- | --------------------- | ------------ | ------ |
| Tiaan Whelpton | 100 м            | 10,14        | Слободан      | Слободан      | 10,26(.254)          | 6. у гр. 1    | Нису се квалификовали | Нису се квалификовали | Нису се квалификовали | 37 / 71 (75) |        |
| Бред Матас     | 800 м            | 1:45,75      |               |               | 1:45,95              | 5. у гр 2     | Нису се квалификовали | Нису се квалификовали | Нису се квалификовали | 21 / 60 (61) |        |
| Џејмс Престон  | 800 м            | 1:45,30      | 1:46,84       | 6. у гр 6     | 30 / 60 (61)         |               | Нису се квалификовали | Нису се квалификовали | Нису се квалификовали |              |        |
| Семјуел Танер  | 1.500 м          | 3:31,24      | 3:46,93 КВ    | 4. у гр. 2    | 3:36,58              | 8. у гр. 2    | Није се квалификовао  | 20 / 58               |                       |              |        |
| Џорџ Бимиш     | 3.000 м препреке | 8:13,26 НР   | 8:16,36 КВ    | 2. у гр. 3    |                      |               | 8:13,46               | 5 / 37                |                       |              |        |
| Хамиш Кер      | Скок увис        | 2,34         | 2,22          | 8. у гр. Б    | Није се квалификовао | 19 / 35 (36)  |                       |                       |                       |              |        |
| Томас Волш     | Бацање кугле     | 22,90 НР     | 21,73 КВ      | 1. у гр. Б    | 22,05                | 4 / 35 (37)   |                       |                       |                       |              |        |
| Џеко Гил       | Бацање кугле     | 22,12        | 20,83 КВ      | 3. у гр. А    | 21,76                | 6 / 35 (37)   |                       |                       |                       |              |        |
| Конор Бел      | Бацање диска     | 66,23 НР     | 63,72 кв      | 1. у гр. Б    | 63,23                | 10 / 35       |                       |                       |                       |              |        |

### Жене
| Атлетичарка       | Дисциплина     | Лични рекорд | Квалификације      | Квалификације      | Полуфинале            | Полуфинале            | Финале                | Финале       | Детаљи |
| Атлетичарка       | Дисциплина     | Лични рекорд | Резултат           | Место              | Резултат              | Место                 | Резултат              | Место        | Детаљи |
| ----------------- | -------------- | ------------ | ------------------ | ------------------ | --------------------- | --------------------- | --------------------- | ------------ | ------ |
| Зое Хобс          | 100 м          | 10,96 НР     | 11,14(.135) КВ     | 3. у гр. 7         | 11,02                 | 4. у гр. 2            | Није се квалификовала | 10 / 54 (56) |        |
| Џорџија Халс      | 200 м          | 22,84        | 23,36              | 5. у гр. 4         | Нису се квалификовале | Нису се квалификовале | Нису се квалификовале | 32 / 44 (45) |        |
| Роузи Елиот       | 400 м          | 52,16        | 52,88              | 8. у гр. 3         | Нису се квалификовале | Нису се квалификовале | Нису се квалификовале | 43 / 48      |        |
| Портиа Бинг       | 400 м препоне  | 55,44 НР     | 1:06,97            | 8. у гр. 1         | Нису се квалификовале | Нису се квалификовале | Нису се квалификовале | 41 / 41      |        |
| Имоџен Ејрис      | Скок мотком    | 4,53         | 4,50               | 11. у гр. А        |                       |                       | Нису се квалификовале | 18 / 32 (36) |        |
| Оливија Мектагарт | Скок мотком    | 4,71         | 4,35               | 13. у гр. А        | 24 / 32 (36)          |                       | Нису се квалификовале |              |        |
| Елиза Макартни    | Скок мотком    | 4,94         | Без исправог скока | Без исправог скока | Није се квалификовала | Није се квалификовала |                       |              |        |
| Мадисон-Ли Веше   | Бацање кугле   | 19,50        | 18,59 кв           | 6. у гр. Б         | 19,51 ЛР              | 7 / 34 (35)           |                       |              |        |
| Лорен Брус        | Бацање кладива | 74,61 НР     | 67,10              | 14. у гр. А        | Нису се квалификовале | 28 / 35 (36)          |                       |              |        |
| Тори Питерс       | Бацање копља   | 63,26 НР     | 59,59              | 5. у гр. Б         | Нису се квалификовале | 13 / 27 (29)          |                       |              |        |